# Primer ministro de Finlandia
El primer ministro de Finlandia (en finés: Suomen pääministeri; en sueco: Finlands statsminister) es el jefe de Gobierno del Gobierno Finlandés. Formalmente, ocupa el tercer lugar en el protocolo después del presidente de Finlandia y el presidente del Parlamento.
La primera persona en ocupar el cargo como primer ministro de Finlandia fue Pehr Evind Svinhufvud  (quien más tarde sería el tercer presidente de Finlandia), nombrado el 27 de noviembre de 1917, unos días antes de que el país declarase su independencia. El actual primer ministro es Petteri Orpo, del Partido Coalición Nacional. Predecesora de Orpo, Sanna Marin prestó juramento el 10 de diciembre de 2019 a los 34 años, siendo en la jefa de Ejecutivo más joven del mundo y la primera ministra más joven en la historia de Finlandia.

## Historia

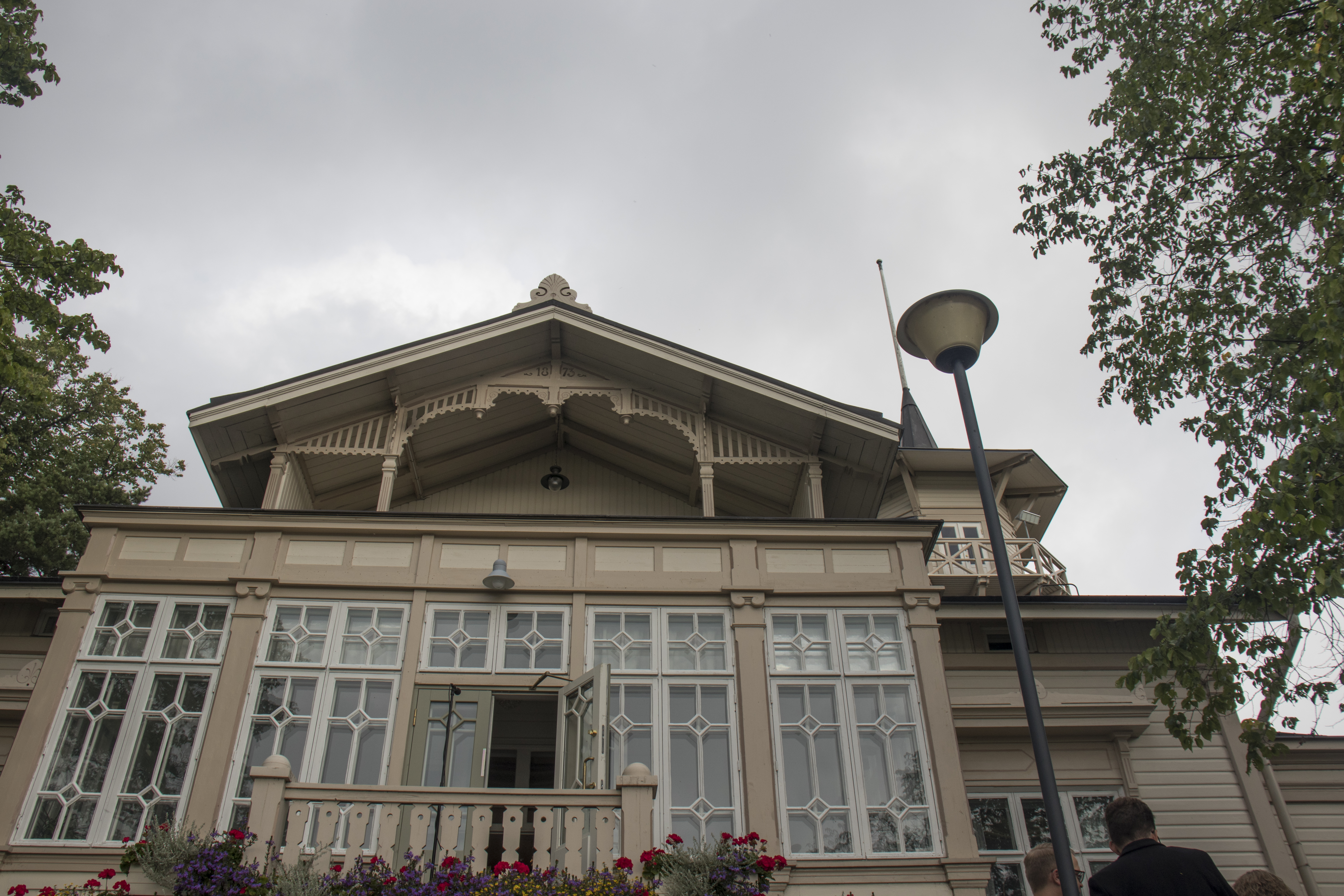
Kesäranta, la residencia oficial del primer ministro de Finlandia, en Taka-Töölö, Helsinki

En 1918, el Senado de Finlandia se transformó en el Gobierno de Finlandia, y el cargo de vicepresidente de la División Económica se transformó en el de primer ministro. Kesäranta, ubicada en la subdivisión de Meilahti en el oeste de Helsinki, ha sido la residencia oficial del primer ministro de Finlandia desde 1919.
Durante su independencia, declarada en 1917, Finlandia ha tenido 72 gabinetes. El más duradero ha sido el gabinete del primer ministro Juha Sipilä, con una duración total de la legislatura, o 1.470 días.

## Cita
El nombramiento del primer ministro sigue a las elecciones parlamentarias, que están programadas para celebrarse una vez cada cuatro años.
Según las disposiciones de la Constitución de Finlandia, el presidente nombra a un primer ministro después de que los partidos en el parlamento hayan negociado la distribución de escaños en el nuevo gabinete y el programa de gobierno. El Parlamento debe ratificar al primer ministro designado con mayoría absoluta en una votación de confianza sin otros candidatos. Si el candidato no recibe el apoyo suficiente, se inicia una nueva ronda de negociaciones y una segunda designación por parte del Presidente. Si el segundo candidato tampoco obtiene la mayoría absoluta, se celebra una tercera votación, en la que cualquier diputado puede proponer un candidato; en esta ronda es suficiente la pluralidad para la elección.
Este procedimiento se utilizó por primera vez para elegir a Anneli Jäätteenmäki como primera ministra en 2003. Anteriormente se suponía que el presidente nombraría al candidato que, en una tercera ronda de votaciones, hubiera obtenido una mayoría relativa, siendo éste normalmente el líder del partido con mayor número de escaños en el parlamento. Antes de la promulgación de la Constitución de 2000, los plenos poderes formales para nombrar al primer ministro y al resto del gobierno eran privilegio del presidente, que era libre de apartarse de los principios parlamentarios, aunque los ministros nombrados debían contar con la confianza del parlamento.
Formalmente, el primer ministro nombra a los restantes miembros del gobierno, que luego, con el consentimiento del Parlamento, son nombrados por el presidente. En la práctica, los escaños se reparten entre los partidos durante las negociaciones para formar gobierno, por lo que el candidato a primer ministro debe tener en cuenta las opiniones de los partidos participantes y no puede nombrar o destituir a quien quiera.

## Salario y beneficios
El salario del primer ministro es de 12.173 euros al mes.  Además, el primer ministro recibe la mitad del salario parlamentario. El salario parlamentario completo es, a partir del 1 de mayo de 2011, de al menos 6.335 euros al mes, por lo que el primer ministro finlandés recibe al menos 14.842 euros al mes en total. El salario está sujeto al impuesto sobre la renta.
El primer ministro tiene derecho a un permiso de 30 días (vacaciones) durante cada año natural. El mantenimiento, el personal y los servicios de Kesäranta, la residencia oficial, corren a cargo del gobierno. Las prestaciones del primer ministro no incluyen la gratuidad de las comidas ni de las dietas.
El primer ministro tiene servicios de transporte y seguridad a su disposición en todo momento.

## Ex primeros ministros vivos
En junio de 2023, nueve ex primeros ministros están vivos:

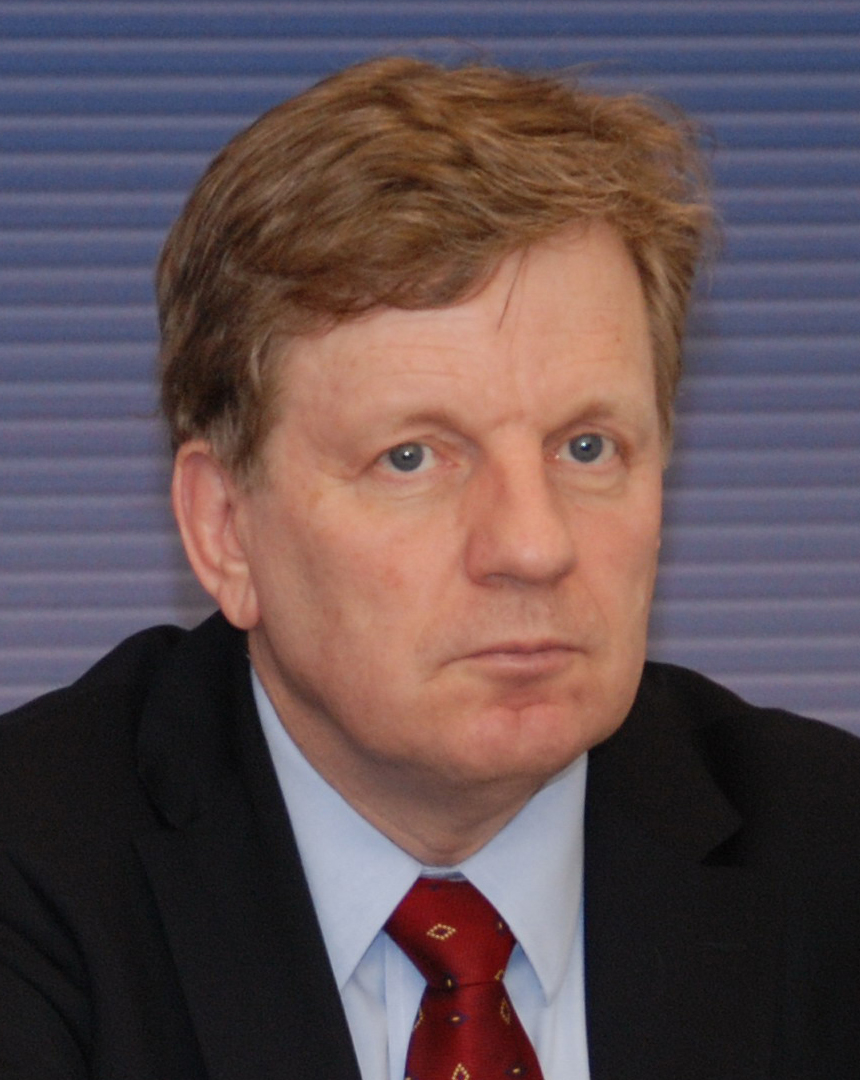
Esko Aho (1991–1995) 20 de mayo de 1954 (70 años)
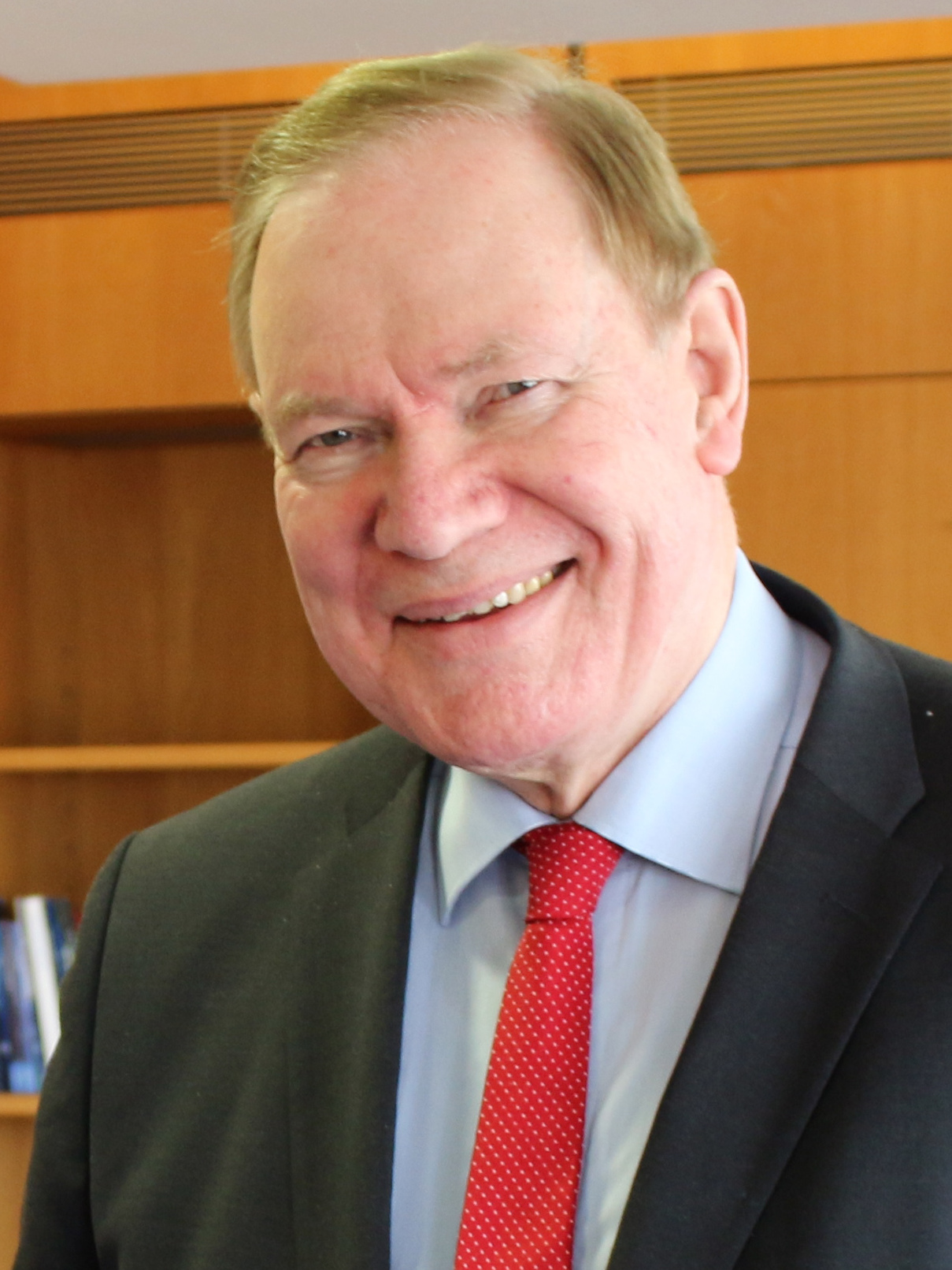
Paavo Lipponen (1995–2003) 23 de abril de 1941 (83 años)
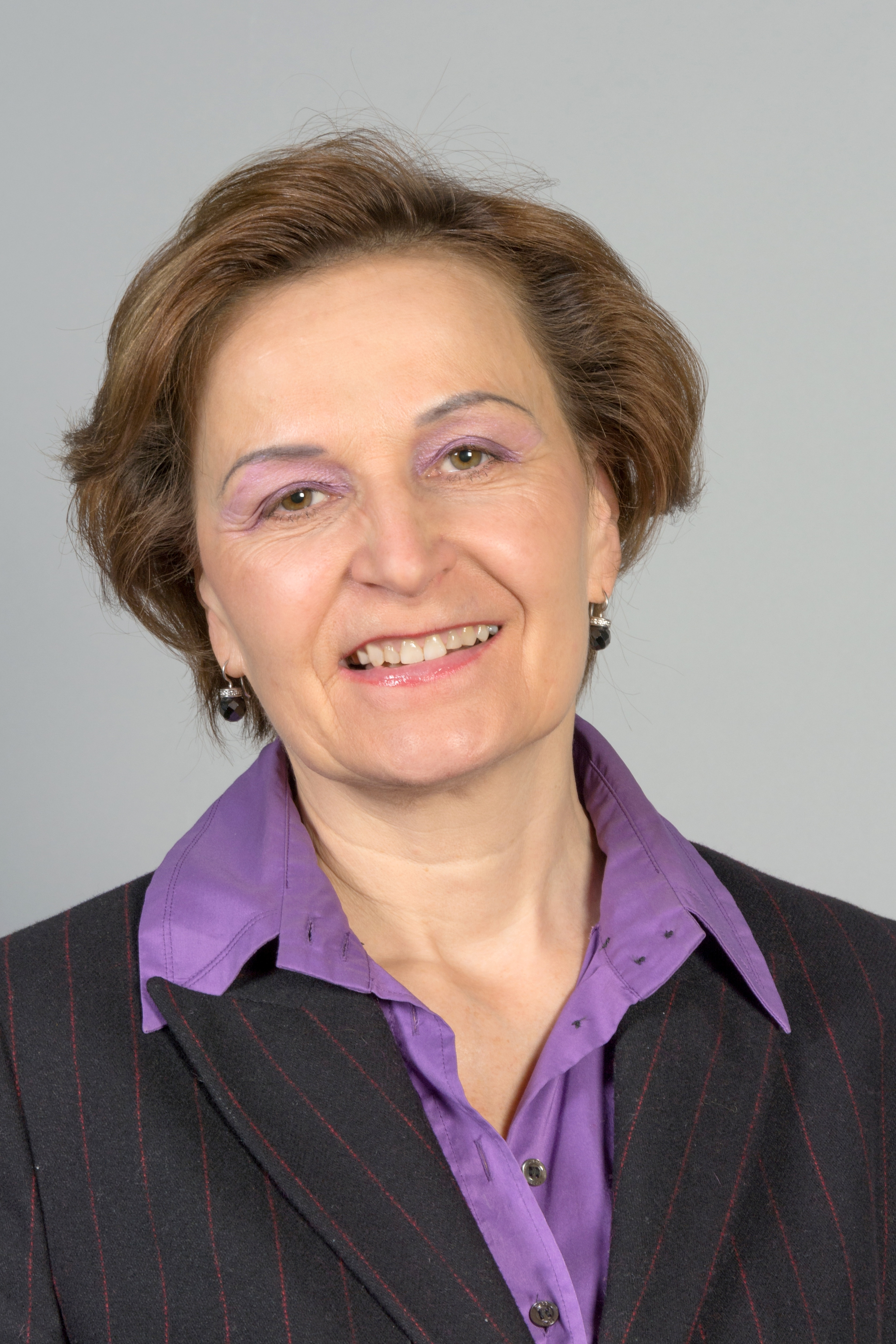
Anneli Jäätteenmäki (2003) 11 de febrero de 1955 (70 años)
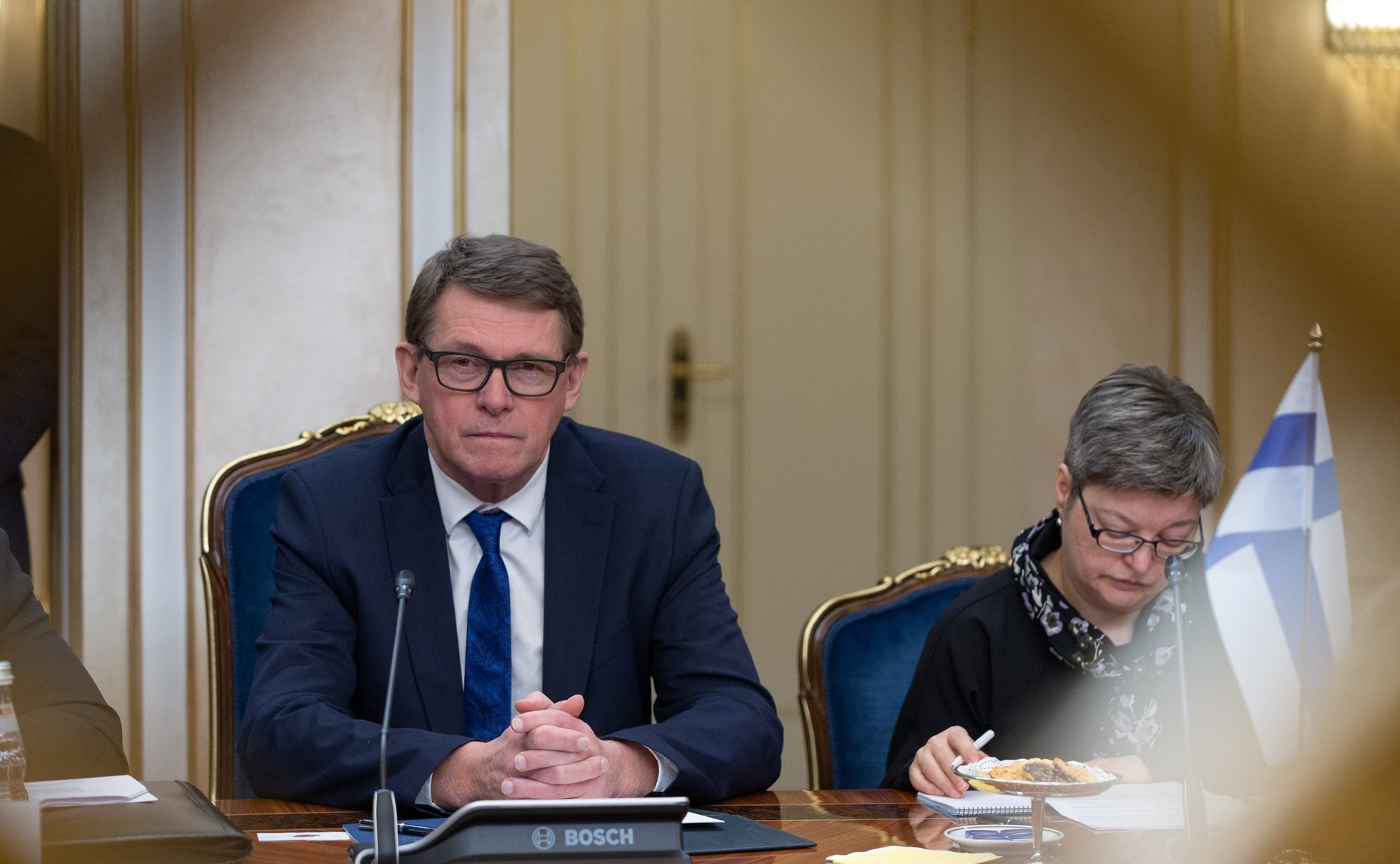
Matti Vanhanen (2003–2010) 4 de noviembre de 1955 (69 años)
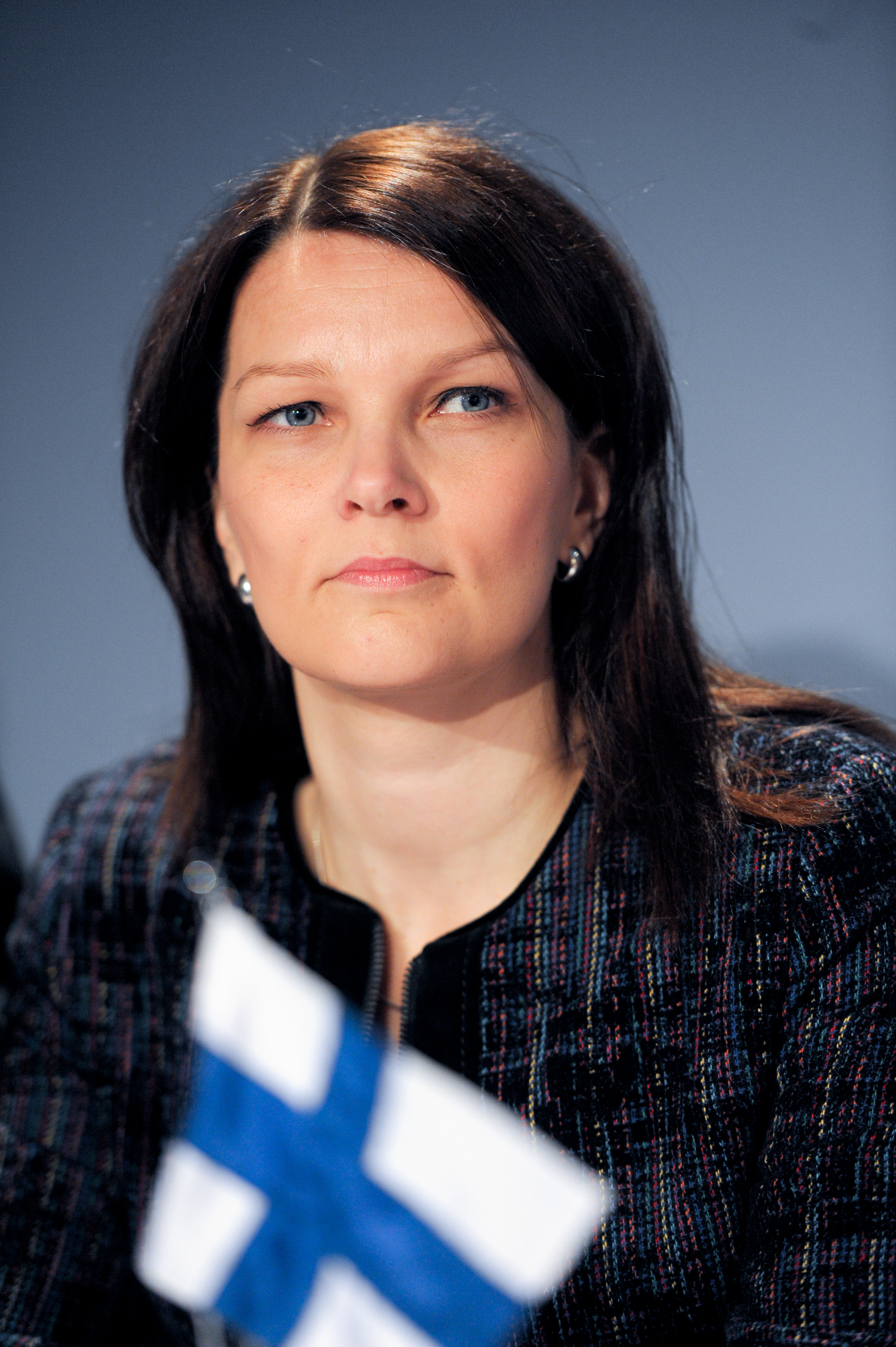
Mari Kiviniemi (2010–2011) 27 de septiembre de 1968 (56 años)

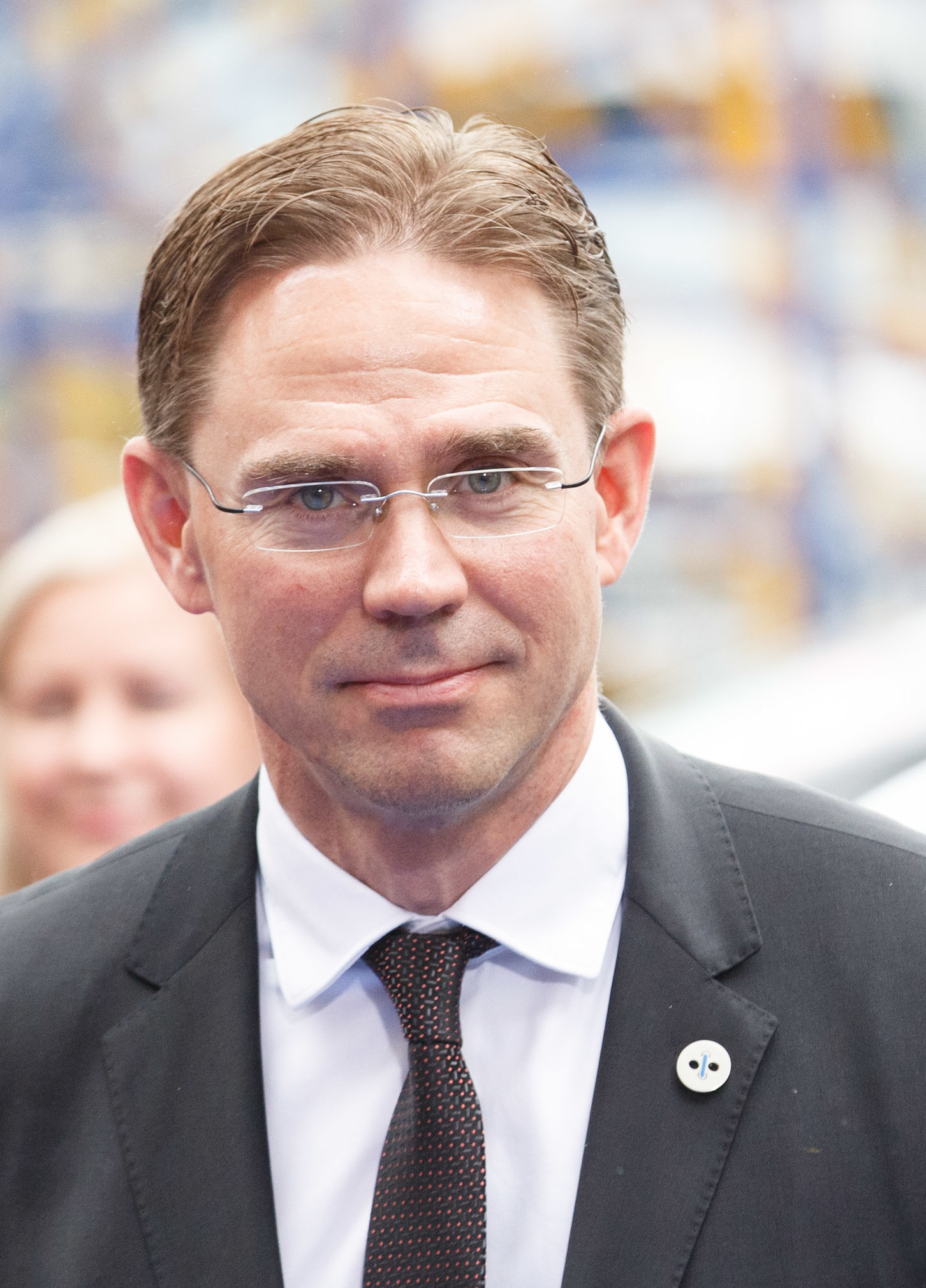
Jyrki Katainen (2011–2014) 14 de octubre del 1971 (53 años)
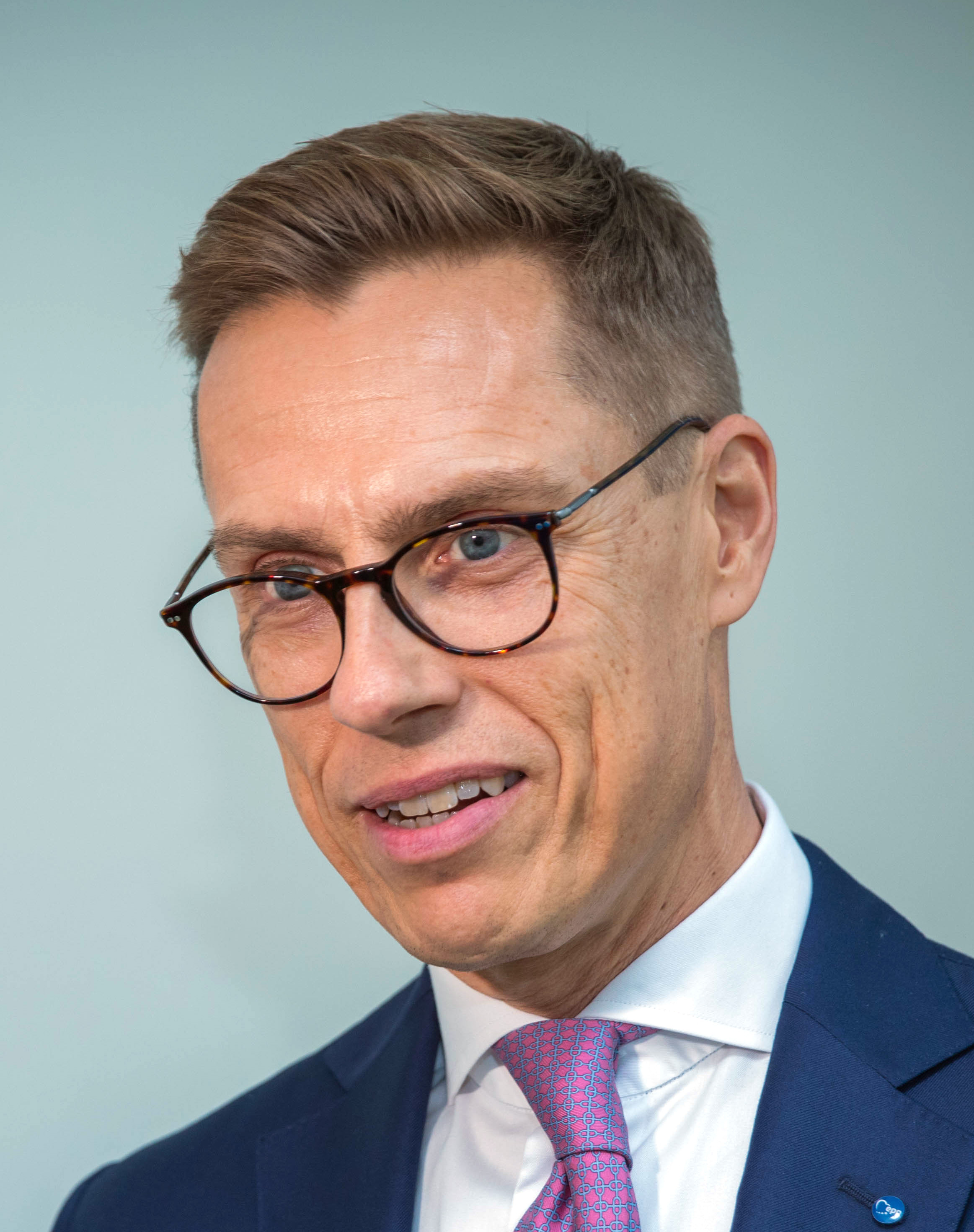
Alexander Stubb (2014–2015) 1 de abril de 1968 (57 años)
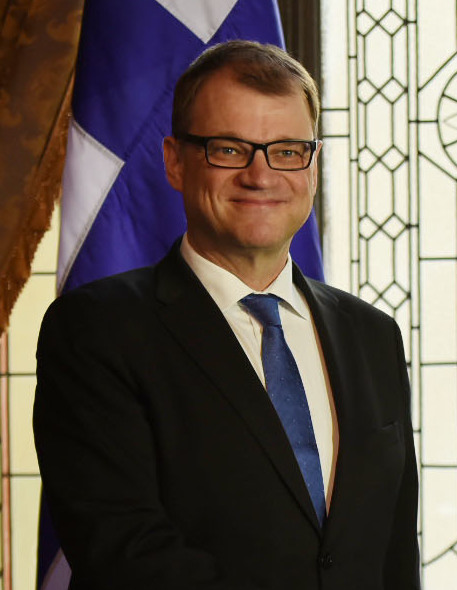
Juha Sipilä (2015–2019) 25 de abril de 1961 (63 años)
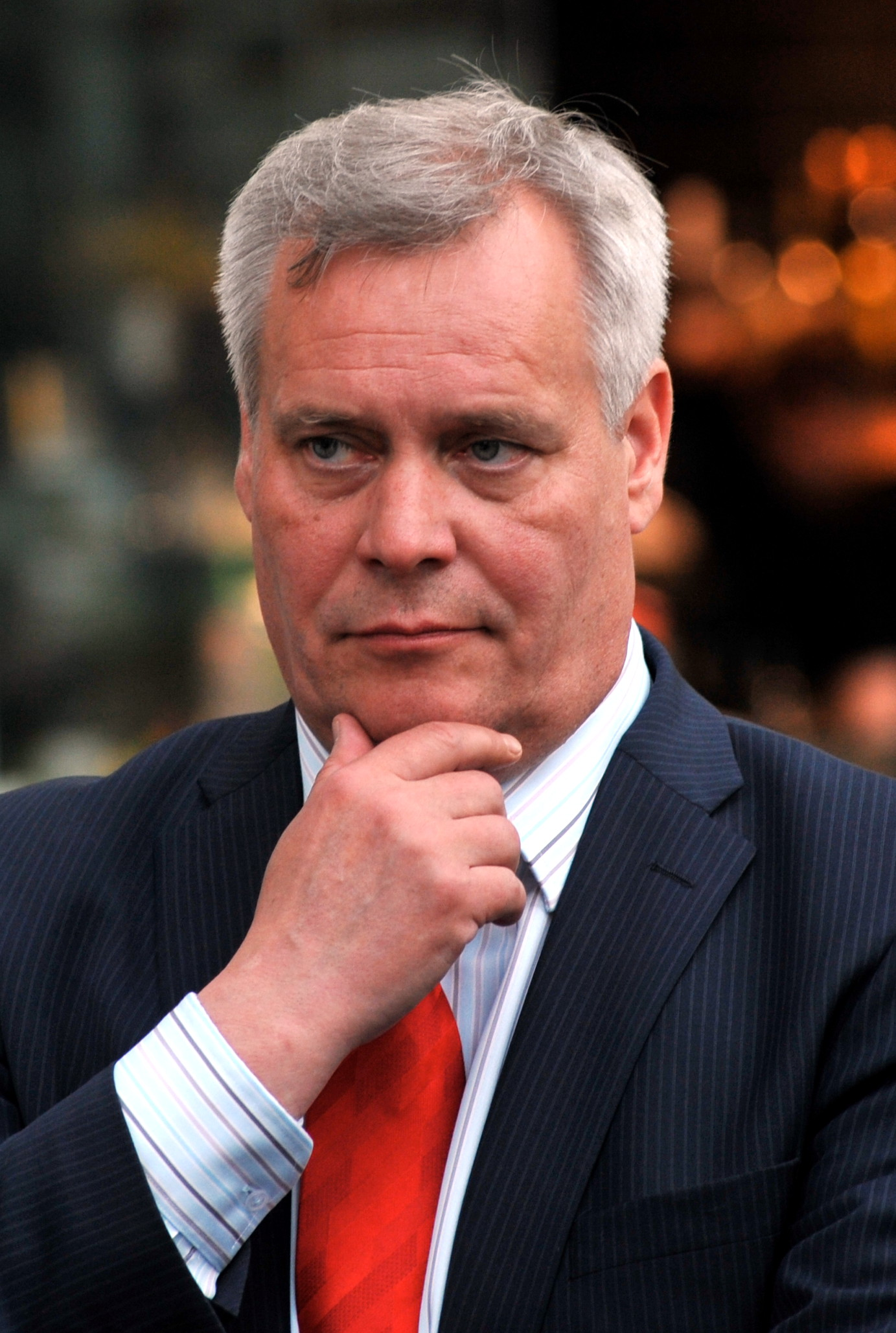
Antti Rinne (2019) 3 de noviembre de 1962 (62 años)
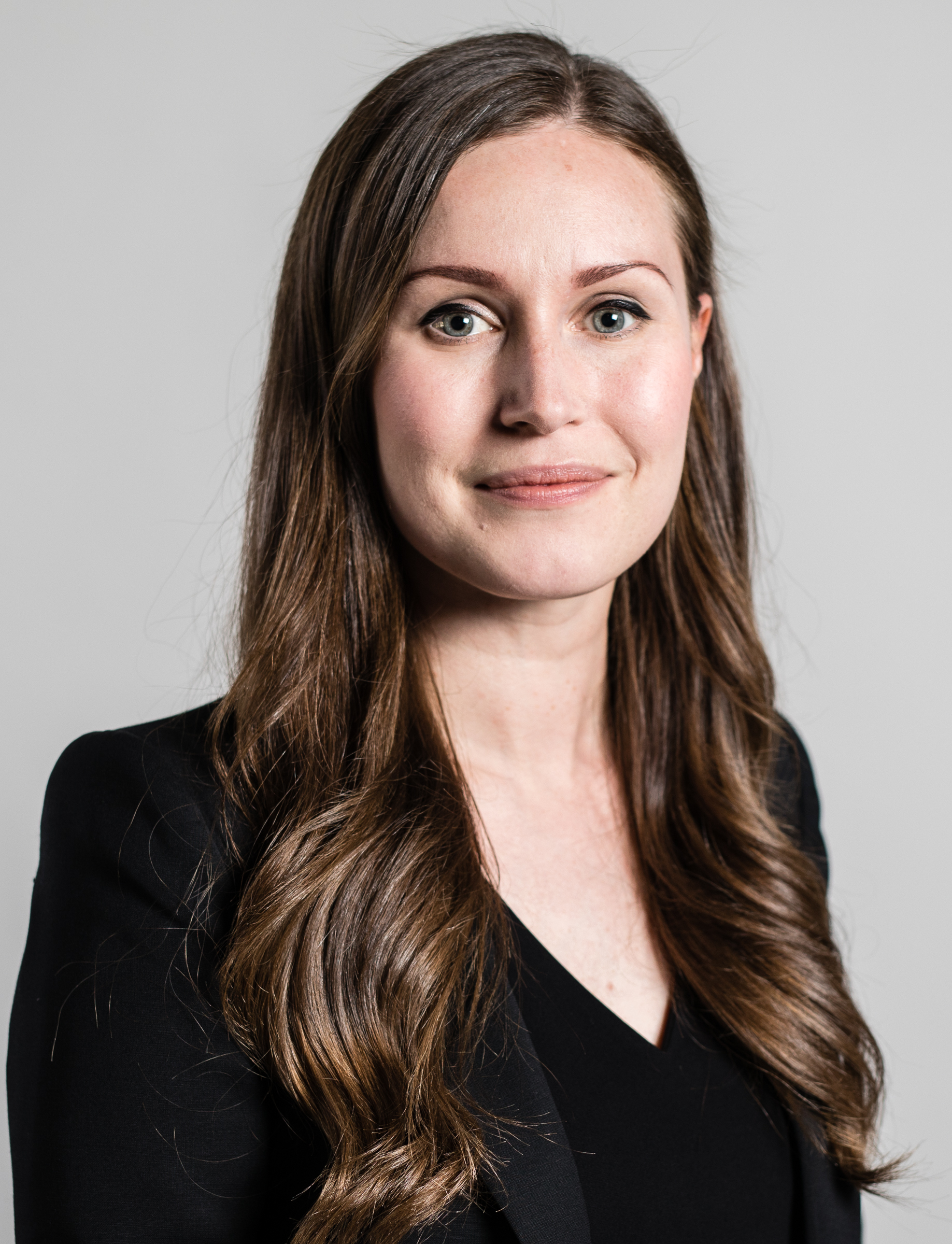
Sanna Marin (2019-2023) 16 de noviembre de 1985 (39 años)